# Errazurizia
Errazurizia é um género botânico pertencente à família Fabaceae.